# Wilhelm Namendorff

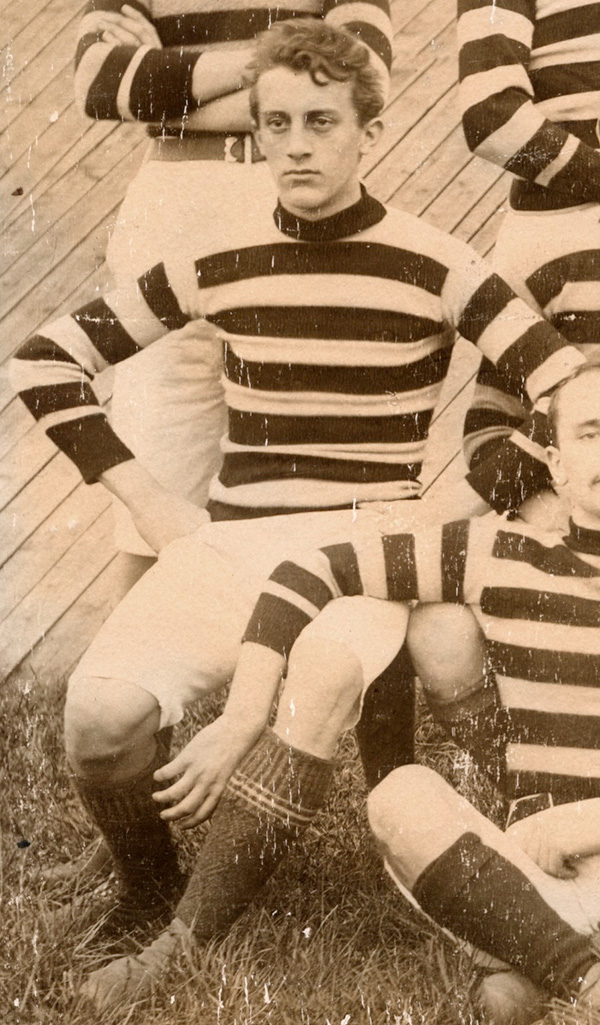
Wilhelm Namendorff als etwa 20-Jähriger auf einem Mannschaftsfoto (Ausschnitt) von Hannover 96;
Foto um 1900, unbekannter Fotograf

Wilhelm Namendorff (geboren 3. März 1880 in Hannover; gestorben 5. Oktober 1956) war ein deutscher Leichtathlet, Fußballspieler, Gründungs- und späteres Ehrenmitglied des Sportvereins Hannover 96 sowie dessen Präsident.

## Leben
Der zur Zeit des Deutschen Kaiserreichs in Hannover 1880 geborene Wilhelm Namendorff prägte – gemeinsam mit seinem Bruder Franz Namendorff – maßgeblich „die frühe Geschichte von Hannover 96.“ Beide Brüder zeigten hervorragende Leistungen sowohl als Leichtathlet wie auch als Fußballer. Einer der Gründe dafür lag in der Frühzeit des organisierten Sports bedingt, in der in den wärmeren Sommermonaten vor allem leichtathletische Disziplinen gepflegt wurden, während in der kälteren Jahreszeit ab Herbst vor allem Fußball trainiert und gespielt wurde.
Die Brüder Namendorff besuchten die Bürgerschule Meterstraße in der Südstadt von Hannover, genau wie im Jahr 1896 sämtliche anderen Mitbegründer des Sportvereins Hannover 96,
Namendorff blieb lebenslang und bis in die Nachkriegszeit Mitglied des Vereins. Er diente Hannover 96 in verschiedenen Funktionen, darunter zeitweilig als dessen Präsident.
Später wurde Namendorff zum Ehrenmitglied von Hannover 96 ernannt. Er starb 1956 im Alter von 76 Jahren.

## Archivalien
Archivalien von und über Wilhelm Namendorff finden sich beispielsweise
- im Archiv von Hannover 96 als verschiedene Mannschaftsfotos aus der Frühzeit des Vereins, auf denen Namendorff abgebildet ist.[2]